# اجتماع ان اف ال 2017

قالب:Infobox sports draft

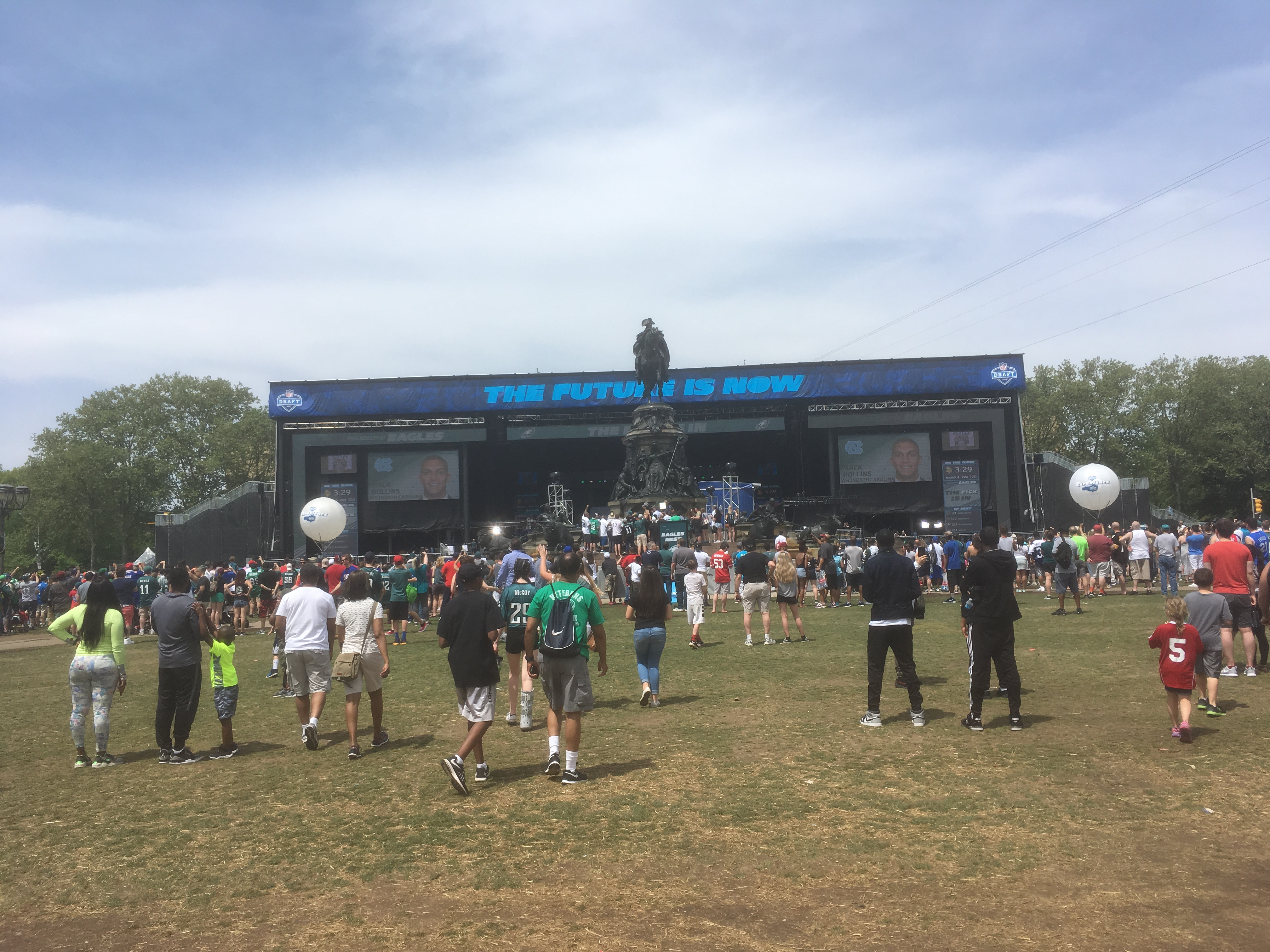
مرحلة مشروع NFL 2017 على Eakins Oval أمام متحف فيلادلفيا للفنون

كان اجتماع ان اف ال 2017 هو الاجتماع السنوي ال 82 للدوري الوطني لكرة القدم الامريكية (NFL) لاختيار لاعبي كرة القدم الأمريكية المؤهلين حديثًا. عُقد الاجتماع أمام متحف فيلادلفيا للفنون في 27-29 أبريل ، وبدء في فيلادلفيا للمرة الأولى عام 1961 .
تم الإعلان عن اللاعبين المختارين من مسرح خارجي في روكي ستيبس ، وهي المرة الأولى التي يعقد فيها اجتماع اتحاد كرة القدم الأميركي بالكامل على الهواء . أعلن اتحاد كرة القدم الأميركي أن هذا الاجتماع كان الأكثر حضورًا في التاريخ ، بحضور أكثر من 250 ألف شخص.